# Weybourne
Weybourne är en ort och civil parish i Storbritannien.   Den ligger i grevskapet Norfolk och riksdelen England, i den sydöstra delen av landet, 180 km nordost om huvudstaden London. Weybourne ligger 14 meter över havet och antalet invånare är 518.
Terrängen runt Weybourne är platt. Havet är nära Weybourne norrut. Runt Weybourne är det ganska tätbefolkat, med 104 invånare per kvadratkilometer. Närmaste större samhälle är Sheringham, 4,6 km öster om Weybourne. Trakten runt Weybourne består till största delen av jordbruksmark.